# OTAN (часовой бренд)
«OTAN» — первый казахстанский часовой бренд.

## История бренда
Компания по производству часов «OTAN» (United Business Group) была основана в 2015 году Арманом Тосканбаевым и Айбеком Есеновым. Бизнес начался в социальной сети Facebook, где Арман опубликовал первые шесть эскизов часов с гербом Казахстана. За первые два месяца было продано 100 моделей.
В декабре 2016 года основатель компании Арман Тосканбаев подарил часы президенту Казахстана Нурсултану Назарбаеву в честь 25-летия независимости республики.
В компании работает 5 человек – два часовых мастера в Караганде и три ювелира в Алматы. По данным Forbes, к середине 2017 года компания изготовила 1200 экземпляров.

## Производство
Первые часы изготавливались в Казахстане из купленных комплектующих, а герб был нанесен стикерной технологией. На производство часов уходило около года: сначала дизайнеры создавали эскизы, после чертежи отправлялись за рубеж, а эксперты готовили техническую документацию и перенаправляли ее на завод. После этого комплектующие отправляли в Караганду, где происходила сборка часов. Однако, из-за отсутствия в Казахстане возможности полного цикла проверок и тестирования, большинство изделий получились бракованными. Поэтому следующая марка часов «Президент», состоящая из двух циферблатов, была изготовлена компанией Miami Watch в США. Другая модель — «Отан патриоты» — выпускается в Дании. Эксклюзивные модели выполняются из гипоаллергенной хирургической стали, а сами часы покрываются золотом в 8 микрон.
Основным отличием часов «OTAN» От других является дизайн двухуровневого циферблата: на первом уровне – бирюзовый фон, а на втором изображен герб Казахстана. По словам владельца компании, планируется также выход на российский рынок с изображением на часах герба России.